# Jour julien
Ne doit pas être confondu avec Calendrier julien.

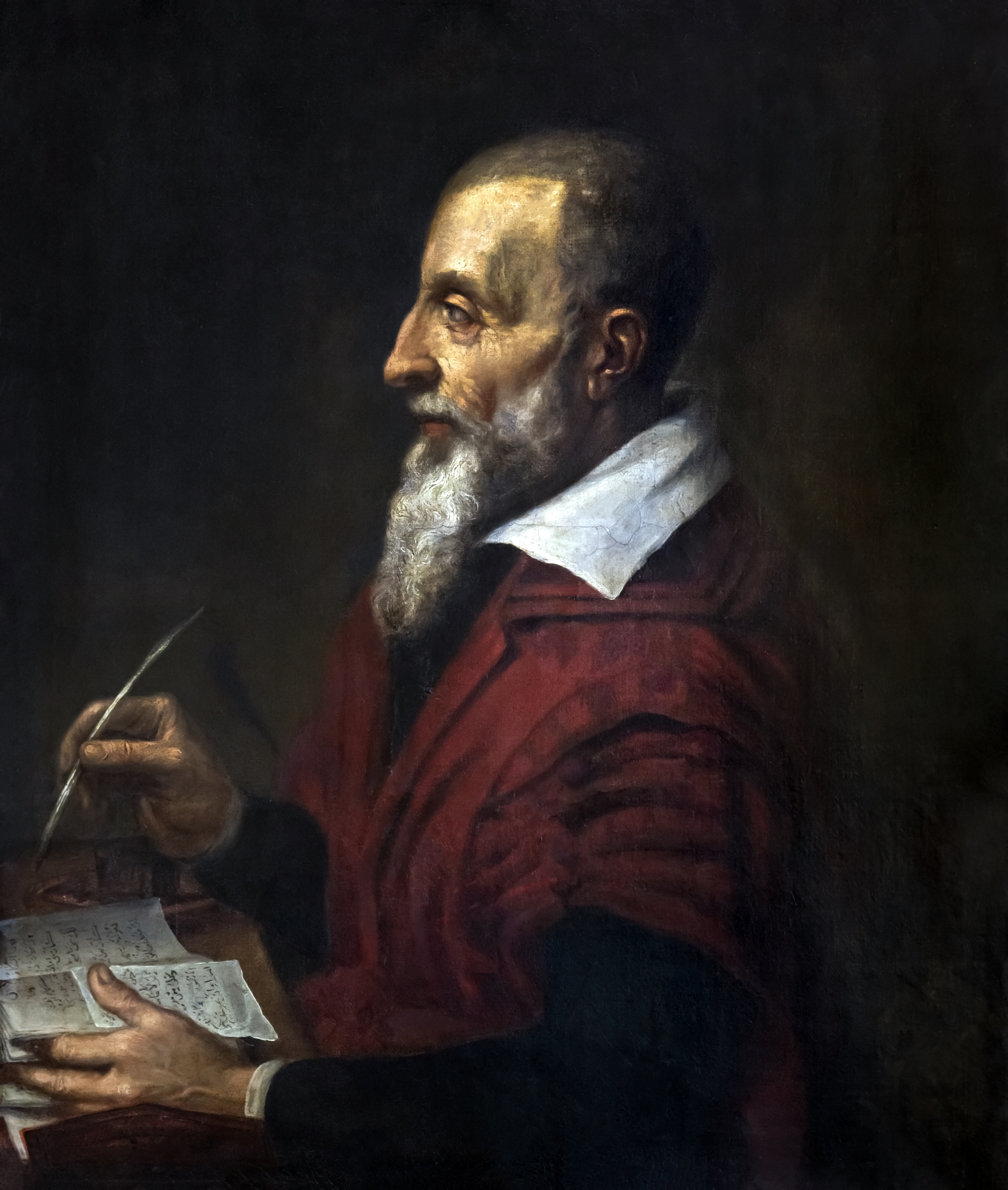
Portrait de Joseph Juste Scaliger qui théorisa le concept de « jour julien ».

Le jour julien est un système de datation consistant à compter le nombre de jours et fraction de jour écoulés depuis une date conventionnelle fixée au 1er janvier de l'an 4713 av. J.-C. (= -4712) à 12 heures temps universel.
La période julienne de Scaliger, est une ère fictive de 2 914 695 jours, que Joseph Juste Scaliger (1540-1609) a proposée, en 1583. Elle débute le lundi, 1er janvier de l'an 4713 av. J.-C. à 12 h TU. Elle s'achèvera le lundi, 1er janvier 3268 du calendrier julien — soit le lundi, 23 janvier 3268 du calendrier grégorien — à 12 h TU,. Elle ne fait intervenir aucune autre division du temps que les jours, c'est-à-dire qu'elle exclut les semaines et les mois.
Le terme de « jour julien » est également employé par le Centre national d'études spatiales (CNES) français et la NASA américaine pour dater divers événements. Le nombre de jours écoulés est décompté depuis le 1er janvier 1950 à 0 h pour le CNES et depuis le 24 mai 1968 à 0 h pour la NASA.
La datation en jours juliens rend particulièrement simples les calculs sur les dates puisqu'elle est indépendante de cycles calendaires complexes (durée inégale des mois, mois intercalaires, jours supplémentaires, années bissextiles, etc.).
Les jours juliens sont utilisés en particulier pour dater les événements astronomiques. Ils servent à établir commodément les correspondances entre calendriers. Ils sont également mis en œuvre, souvent sous une forme modifiée, dans les systèmes de dates internes des logiciels informatiques.

## Jours juliens et calendrier julien
Joseph Juste Scaliger publia ses conclusions en 1583 dans son ouvrage Opus novum de emendatione temporum (« Travail sur l'amélioration [de la mesure] du temps »). Bien que de nombreuses références prétendent que le terme julienne de la période julienne se réfère au père de Scaliger, Julius César Scaliger, il est bien précisé dans l’introduction du Livre V de son œuvre que « Iulianam vocauimus: quia ad annum Iulianum dumtaxat accomodata est », qu’on peut traduire par « Nous l’avons appelée julienne tout simplement parce qu’elle s’accommode à l’année julienne », l'épithète julienne se référant au Julius de Jules César (Cæsar de la gens Julia), César qui introduisit son calendrier julien en notre an 46 avant Jésus-Christ, sur la base du travail de l'astronome Sosigène d'Alexandrie.
Le qualificatif julien est source d'ambiguïtés : les datations en jours juliens et les dates du calendrier julien n'ont aucun rapport et ne doivent pas être confondues. On parle dans le premier cas de jours juliens (abrégés JJ en français) ; de date julienne ou de date du calendrier julien dans le second cas.
Les abréviations anglaises sont ambigües et doivent être interprétées selon le contexte : l'abréviation JD est parfois utilisée pour « Julian Date » (date du calendrier julien) et parfois pour Julian Day (« Jour julien »).

## Règles d'utilisation

### Numérotation des années
Les correspondances entre jours juliens et calendriers exigent que l'on emploie la chronologie astronomique :
- en chronologie usuelle, l'an 0 n'existe pas ; l'année précédant l'an 1 ap. J.-C. est l'an 1 av. J.-C. On a ainsi la succession chronologique :

… ; 3 av. J.-C. ; 2 av. J.-C. ; 1 av. J.-C. ; 1 apr. J.-C. ; 2 apr. J.-C. ; 3 apr. J.-C. ;…
- en chronologie astronomique, l'année précédant l'an 1 est l'an 0. On a donc la succession chronologique :

… ; -2 ; -1 ; 0 ; 1 ; 2 ; 3 ; etc.
Seule la chronologie astronomique permet des calculs simples sur les dates : c'est cette numérotation des années qui doit être utilisée dans les calculs en jours juliens. C'est la raison pour laquelle la date origine des jours juliens est définie comme le 1er janvier -4712 (chronologie astronomique). En chronologie usuelle, il s'agit du 1er janvier 4713 av. J.-C.

### Fractions de jours

#### Origine horaire
Scaliger a fixé l'origine à 12 heures du 1er janvier 4713 av. J.-C.. Cette origine à 12 h a posé de nombreux problèmes aux chronologistes accoutumés à utiliser l'origine du jour à 0 heure. Plusieurs variantes du jour julien fixent l'origine à 0 heure.
Dans le système des jours juliens, un instant du jour, en heure, minute, seconde, fraction de seconde, est exprimé en fraction de jour. On ajoute donc, si besoin, au jour julien correspondant à une date donnée, la fraction de jour correspondant à l'instant du jour considéré.

#### Conversion d'un instant en fraction de Jour julien et conversion réciproque
Les algorithmes suivants permettent de convertir en fraction de Jour julien un instant donné, en heures minutes et secondes et réciproquement.

## Historique
Pour les besoins de ses travaux de chronologie et d'astronomie, l'érudit Joseph Juste Scaliger créa un système plus simple que le calendrier courant. Il imagina un système où les jours seraient dénombrés depuis une date origine conventionnelle. Il publia ses conclusions en 1583 dans son ouvrage Opus de Emendatione Temporum (Travail sur l'amélioration [de la mesure] du temps).
Scaliger détermina la date origine afin qu'elle fût suffisamment ancienne pour couvrir la totalité de l'histoire humaine connue de son temps et qu'elle fût compatible avec l'époque de la Création telle qu'on l'imaginait à son époque. De plus, il voulait que cette origine fût un lundi 1er janvier, que ce soit une année bissextile et qu'elle soit à l'origine à la fois
- d'un cycle métonique de 19 ans (qui intervient dans le calcul de la date de Pâques),
- d'un cycle de l'indiction romaine de 15 ans (utilisée dans les datations ecclésiastiques),
- d'un cycle de 4 ans pour les années bissextiles et, finalement,
- d'un cycle hebdomadaire de 7 jours.

Le plus petit commun multiple de ces nombres donne la durée du cycle total (ou « ère scaligérienne ») qui est de 19 × 15 × 4 × 7 = 7 980 années de 365,25 jours.
De toutes ces contraintes résulte la date du 1er janvier 4713 av. J.-C. (date courante) ; soit le 1er janvier -4712 (date astronomique).

## Variantes des jours juliens
Pour les usages courants, un inconvénient des jours juliens est que le nombre de jours écoulés depuis la date origine est grand. Par exemple, aujourd'hui est le 24 mai 2025 et il est 16:06 UTC (soit 18:06 CEST). Le jour julien entier est 2 460 820 et le jour julien fractionnaire (y compris heure, minute, seconde et fraction de seconde) est 2 460 820,1712384. De plus l'origine des jours est fixée à 12 h, ce qui est malcommode pour les pratiques chronologiques actuelles.
Pour des usages divers, on a donc défini des variantes du jour julien.

### Jour julien astronomique (AJD) ou jour julien des éphémérides (JDE)
Le jour julien astronomique (abréviation anglaise : AJD), appelé aussi Jour julien des éphémérides (abréviation anglaise : JDE) précise les conditions d'application du jour julien défini par Scaliger : l'origine des temps est fixée au 1er janvier 4713 av. J.-C. à 12 heures au méridien de Greenwich.
La date et l'heure d'observation d'un phénomène astronomique est indépendante du lieu, de la date et de l'heure locale d'observation terrestre ou non terrestre (dans le cas de mesures spatiales). Elle est rapportée à la date du méridien de Greenwich et l'heure est spécifiée en temps TU.

### Jour julien modifié (MJD)
Variante du jour julien astronomique destinée à simplifier les calculs. La formule reliant les jours juliens modifiés et les jours juliens astronomiques est la simple translation :

MJD = AJD - 2 400 000,5
Cette formule a pour effet de déplacer la date origine au 17 novembre 1858 à 0 heure.

### Jour lilien
Variante du jour julien qui utilise comme date origine  le 15 octobre 1582 à 0 h, date de début du calendrier grégorien.

### Jour julien tronqué (TJD)
Les jours juliens tronqués sont définis de la façon suivante :
TJD = AJD - 2 440 000,5 = MJD - 40 000
Les jours juliens tronqués sont utilisés par la NASA ; ils commencent le 24 mai 1968 à 0 heure, initialement conçus pour limiter ce nombre de jours à 4 chiffres.

### Jour julien à 0 h
La définition initiale des jours juliens fixe l'origine du jour à 12 h, ce qui est compliqué pour les pratiques chronologiques actuelles. Pour rendre les calculs plus simples et plus explicites, de nombreux auteurs déplacent l'origine du jour à 0 h. La relation entre ces deux mesures est la suivante :
Jour julien à 0 h = Jour julien + 0,5

## Algorithmes de passage des jours juliens aux calendriers grégorien, julien, hégirien et hébraïque
| Dans toute cette section, on utilise les jours juliens à 0 h. On utilise la chronologie astronomique (l'année précédant l'an 1 est l'an 0). |

### Utilisation des jours juliens dans les correspondances calendaires
Les jours juliens fournissent un moyen pratique pour passer d'un calendrier à un autre. Par exemple pour passer d'une date du calendrier hégirien (islamique) à la date correspondante dans le calendrier hébraïque :
- convertir la date donnée du calendrier hégirien en jours juliens ;
- convertir ces jours juliens en date du calendrier hébraïque.

### Calendrier grégorien
En matière de chronologie, le calendrier grégorien n'est jamais rétropolé. C'est-à-dire que les dates antérieures au 15 octobre 1582 sont toujours exprimées en dates du calendrier julien et du calendrier julien proleptique.

### Calendrier julien
En matière de chronologie, par convention, les dates antérieures au 15 octobre 1582 sont toujours exprimées dans le calendrier julien ou dans le calendrier julien proleptique. Le calendrier julien a été instauré en l'année -46. Pour les dates antérieures à -46, on utilise le calendrier julien proleptique, c'est-à-dire le calendrier julien rétropolé à partir de cette date.

### Calendrier hégirien
Les dates exprimées dans le calendrier hégirien (islamique) n'ont, en principe, de sens qu'à compter du 16 juillet 622, date de l'Hégire en calendrier julien.

### Calendrier hébraïque
Les dates exprimées dans le calendrier hébraïque n'ont, en principe, de sens qu'à compter de la Création du Monde, fixée au dimanche 6 octobre 3761 avant l'ère commune dans le calendrier julien proleptique, à 23:11:20 heure locale de Jérusalem (jour julien 347997.36832176 soit le 6 sept. -3760 du calendrier grégorien astronomique à 20:50:23 UTC).
Un jour du calendrier hébraïque ne commence pas à minuit, mais la veille au coucher du soleil, ou lorsque trois étoiles de taille moyenne sont visibles selon la circonstance religieuse. Par convention, une conversion peut être calculée à partir de 18h00, heure de Jérusalem (15:39 UTC).

## Algorithme général de conversion du calendrier julien ou grégorien vers le jour julien
Cet algorithme permet de calculer le jour julien pour n'importe quelle date, y compris pour des dates antérieures au 1er janvier -4712 (dans ce cas le jour julien est négatif).